# Gregory Polan

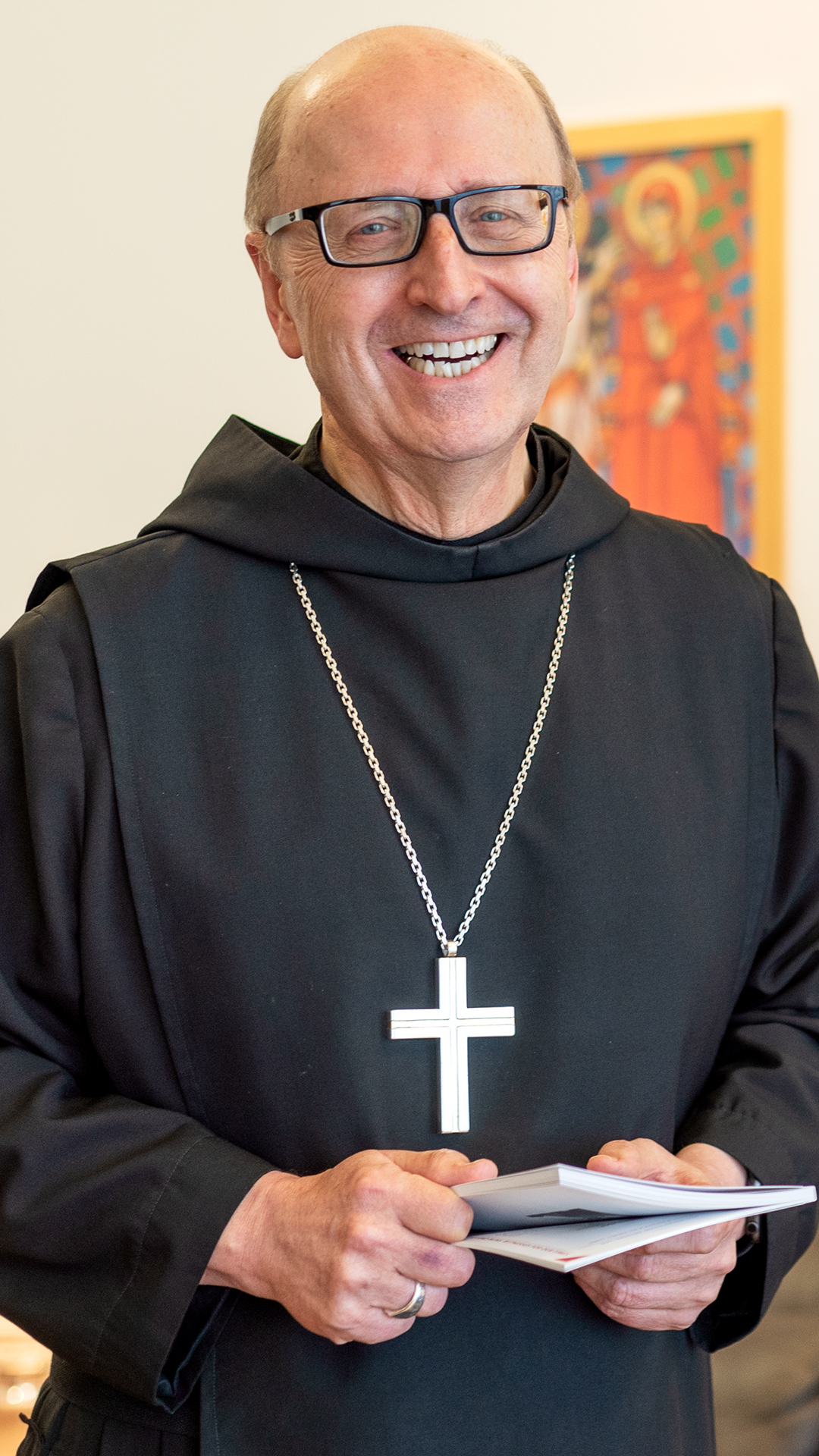
Abtprimas Gregory Polan OSB (2021)

Gregory J. Polan OSB (* 2. Januar 1950 in Berwyn, Illinois, Vereinigte Staaten) ist ein US-amerikanischer Benediktiner und Abt. Er war von 2016 bis 2024 der 10. Abtprimas der Benediktinischen Konföderation.

## Leben
Gregory Polan ist der Sohn von Martha und Edward Polan. Er trat 1970 der Ordensgemeinschaft der Benediktiner in der Abtei Conception in Conception im US-Bundesstaat Missouri bei, die 1873 vom Schweizer Kloster Engelberg gegründet worden war. Am 28. August 1971 legte er die Profess und am 31. August 1974 die ewigen Ordensgelübde ab. Nach seiner theologischen und philosophischen Ausbildung empfing er 1977 die Priesterweihe. An der Loyola University Chicago und am American Conservatory of Music in Chicago studierte er Musik. 1984 wurde er mit einer Arbeit über die Heilige Schrift an der Päpstlichen Sankt-Pauls-Universität in Ottawa zum Doctor theologiae promoviert. Anschließend war er im administrativen Bereich seines Klosters in Conception tätig.
Am 6. November 1996 wurde er zum neunten Abt der Benediktinerabtei Conception gewählt. Zudem war er Rektor des Conception Seminary College und unterrichtete Griechisch und Hebräisch. Weiters war er Direktoriumsmitglied der schweizerisch-amerikanischen Benediktinerkongregation.
Am 10. September 2016 wählten ihn die zum Äbtekongress in Rom versammelten circa 250 benediktinischen Äbte und Oberen zum zehnten Abtprimas und damit zum obersten Repräsentanten der weltweit rund 22.000 Benediktiner und Benediktinerinnen für eine Amtszeit von zunächst acht Jahren. Als solcher stand er der Primatialabtei Sant’Anselmo auf dem Aventin in Rom vor und war zugleich Großkanzler der päpstlichen Hochschule der Benediktiner, des Päpstlichen Athenaeum Sant’Anselmo. Gregory Polan war Nachfolger des Deutschen Notker Wolf und der vierte US-Amerikaner im Amt des Abtprimas.
Als Wissenschaftler ist er mit den Themen der Bibelübersetzungen bekannt geworden. Er arbeitete zuletzt an der New American Bible, hier insbesondere an den Revised Grail Psalter. Polan ist talentierter Musiker; und hat zahlreiche Lieder komponiert.
Am 14. September 2024 wurde Jeremias Schröder vom Äbtekongress der Benediktiner zum Nachfolger von Gregory Polen als neuer Abtprimas gewählt.

## Schriften
- In the Ways of Justice and Righteousness Toward Salvation: A Rhetorical Analysis of Isaiah 56-59, Saint Paul University 1984
- The Revised Grail Psalms: A Liturgical Psalter, Gia Publications 2013
- The Psalms: Songs of Faith and Praise; the Revised Grail Psalter, Paulist Press 2014,
  -  Die Psalmen. Impulse zu dem ältesten Gebeten der Bibel. Vier Türme, Münsterschwarzach 2020.
- Gedanken über die Aufgaben des Abtprimas. In: Erbe und Auftrag 101 (2025). S. 49–50.